# Kevin Hays
Kevin Hays est un pianiste et compositeur de jazz américain, né le 1er mai 1968 à New York. Il a joué avec un grand nombre de figures du jazz parmi lesquelles Sonny Rollins, Benny Golson, Ron Carter, Pat Metheny, Joe Henderson, Roy Haynes, John Scofield, Chris Potter, Al Foster, Buster Williams, Art Farmer, Eddie Henderson.

## Biographie
Kevin Hays a grandi à Greenwich (Connecticut). Il commence l'étude du piano à l'âge de six ans, et joue en tant que professionnel à 17 ans, avec le saxophoniste Nick Brignola. Il perfectionne sa technique pendant un an à la Manhattan School of Music, puis part en tournée aux États-Unis, au Japon, en Europe, avec plusieurs formations parmi lesquelles celles des Harpers Brothers (Philip Harper à la trompette et Winard Harper à la batterie), de Benny Golson, de Joe Henderson, et d'Eddie Gomez.
En 1994, il signe avec Blue Note Records avec qui il produit trois albums qui remportent un succès critique dans la presse et les magazines spécialisés : Seventh Sense est remarqué par le New York Times et est classé dans les 40 meilleurs albums de l'année par le magazine Musicians ; Andalucia en 1997 est récompensé de 4 étoiles par Down Beat.
En 1995, Sonny Rollins l'invite à rejoindre son groupe, et quelques mois plus tard il est invité à participer au Quiet Band de John Scofield.
Kevin Hays se produit lors de ses tournées internationales en solo ou avec le groupe Sangha Quartet composé de Seamus Blake (saxophone ténor), Larry Grenadier (contrebasse), et Bill Stewart (batterie), ainsi qu'avec son propre trio (Doug Weiss à la contrebasse et Bill Stewart à la batterie) dont le premier album en 2001, What Survives, reprend des thèmes classiques de Johannes Brahms, Robert Schumann et Anton Webern.
De 2003 à 2006, il s'éloigne de la scène et s'installe dans le désert au Nouveau-Mexique. Depuis 2006, il continue à composer mais revisite les standards de jazz (l'album For Heaven's Sake en 2006 est classé Best of the Year par le New Yorker Magazine et Coup de cœur en France par Jazz Magazine.
En 2010, il travaille avec Brad Mehldau sur une composition à deux pianos célébrant les compositeurs du XXe siècle comme Richard Strauss, Philip Glass, Steve Reich.
Kevin Hays possède son propre label : NDS Records.

## Discographie

### Sangha Quartet
- 2004 : Fear of Roaming (Fresh Sound New Talent)

### Kevin Hays Trio
- 1994 : Ugly Beauty (Steeplechase)

1. Shade of jade
2. Chelsea Bridge
3. The well
4. Ugly beauty
5. Pompeian
6. Detour ahead
7. Big Nick
8. How the mighty fall
9. United

- 2001 : What Survives (PinonDisk Records, réédition NDS Records)
- 2006 : For Heaven's Sake (Jazz Eyes Records)

1. Sonny Moon for Two
2. For Heaven's Sake
3. Lady Day
4. Beatrice
5. Beautiful Love
6. It Could Happen to You
7. If Ever I Would Leave You
8. Caravan

- 2007 : The Dreamer (ArtistShare)
- 2010 : Live at Smalls (Smallslive)

1. Cheryl
2. The Anniversary Waltz
3. Loving You
4. Sco More Blues
5. Ludus Tonalis
6. Sweet and Lovely
7. The Dreamer

### Autres formations
- 1994 : SweetEar (Steeplechase)

1. Neptune
2. Sweetear
3. Fun
4. Almost always
5. You and the night and the music
6. Beatrice
7. Lonely woman
8. Judgement

- 1995 : Go Round (Blue Note Records)

1. Daybreak
2. Early Evening
3. Go Round
4. When I Wake
5. The Run
6. Sutra
7. Quiet
8. Invitation
9. Sutra (Reprise)

- 1995 : Crossroad (Steeplechase)

1. P.S. the blues
2. Gaslight
3. Garden view
4. Woody's call
5. Quartet
6. Crossroad
7. Nature boy
8. Softly as in a morning sunrise

- 1997 : Andalucia (Blue Note Records)

1. Agua
2. Andalucía (The Breeze and I)
3. And I Love Her
4. That's All
5. Mind
6. Chickory Stick
7. Hart
8. Break
9. Einbahnstrasse
10. Con Alma

- 1998 : El Matador (Evidence)

1. Matador
2. Emperor Leon
3. Like Sonny
4. The Good Life
5. The Brahmin's Son
6. Nobilissima Visione
7. Snake Eyes
8. No Such Luck

- 2006 : One Little Song

1. Spinster
2. Gypsy
3. E.T.
4. Fax to Roni
5. Wish
6. Night in Portugal
7. 8 Ball
8. Cuba 	5:20
9. What Remains
10. One Little Song

- 2006 : Open Range (Act Music)

1. Open Range
2. Homestead
3. Desert Blues
4. Humming Bird Song
5. Improvisation
6. You Are my Sunshine
7. Fire Dance
8. Meditation
9. Harmonium
10. Sacred Circles

- 2008 : Seventh Sense (Blue Note Records)

1. Take the D Flat Train
2. Seventh Sense
3. Three Pillars
4. My Man's Gone Now
5. Interlude
6. Space Acres
7. Little B's Poem
8. East of the Sun
9. Makyo
10. Black Narcissus

- 2009 : You've Got a Friend (Jazz Eyes Records)

1. You've Got a Friend
2. Bridge Over Troubled Water
3. Fool on the Hill
4. Think of One
5. Sweet and Lovely
6. Nothing Like You
7. Cheryl

- 2010 : Modern Music (Nonesuch Records)

1. Crazy Quilt
2. Unrequited
3. Generatrix
4. Celtic Folk Melody
5. Excerpt from Music for 18 Musicians
6. Lonely Woman
7. Modern Music
8. Elegia
9. Excerpt from String Quartet No. 5

- 2015 : New Day (Sunnyside Records)

1. Run To The Sun (Instrumental)
2. New Day
3. Trudger's Paradise
4. Milton
5. The Sun Goes Down
6. Kurtish
7. All I Have
8. Sugar Man
9. Waltz For Wollesen
10. Highwayman
11. Time Waits
12. Run To The Sun (Vocal)

- 2017 : Hope (Newvelle Records / Edition Records)

1. Violeta
2. Hope
3. Aziza Dance
4. Feuilles-O
5. Milton
6. Twins
7. Veuve Mailenne
8. All I Have

- 2019 : Fairgrounds (Edition Records)

1. Grounds Entrance
2. Yeah Pete!
3. Twelv8
4. I Saw A Movie
5. Hit The Dirt
6. Marche Exotique
7. Grungy Brew
8. Miro
9. Cherokee Rose

- 2019 : Where Are You (Fresh Sound Records)

1. Year Of The Snake
2. Pedra D'Aigua
3. Donna Lee
4. Elena
5. Please Remember Me
6. Nigeria
7. Where Are You?
8. Addaia
9. Law Years
10. Waltz For Wollesen